# Чибис
Чи́бис, или пи́галица (лат. Vanellus vanellus), — вид птиц семейства ржанковых.

## Описание

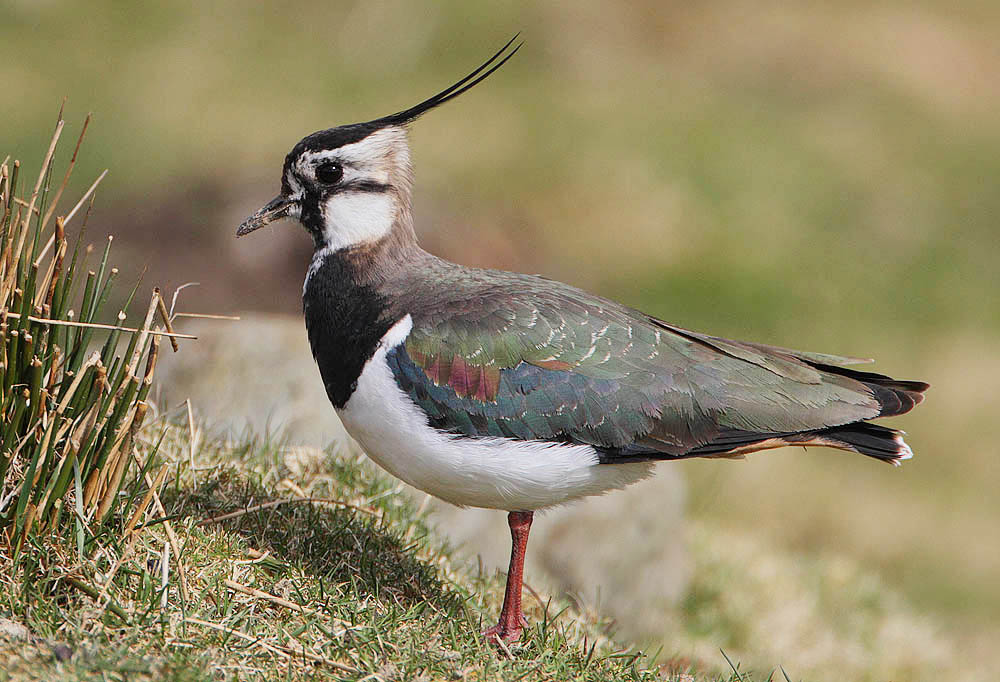

Чибис величиной с галку или чуть поменьше. От других куликов он легко отличим своей чёрно-белой окраской и тупыми крыльями. Верхняя сторона с сильным металлическим зелёным, бронзовым и пурпурным блеском; грудь чёрная; бока тела, брюшко и бока головы белые; кроющие перья хвоста рыжие; основная половина рулевых перьев, как и у всех родственных чибису видов, чисто белые; на голове хохол из очень узких длинных перьев. В летнем наряде и горло, и зоб чёрные, в зимнем здесь заметна большая примесь белых перьев. Клюв чёрный; глаз тёмно-бурый; четырёхпалые ноги малиновые. Размеры крыла 21,5—23,75 сантиметра.
У самца в брачном наряде верх головы и длинный хохолок чёрные с зеленоватым металлическим отливом; бока и задняя часть шеи беловатые: остальной верх тела металлически-зелёный с пурпуровым и медным отливом; преобладающий цвет маховых перьев чёрный; кроющие хвоста рыжие; рулевые перья белые с широкой чёрной перевязью перед концом; лицо, перёд шеи и зоб чёрные с синеватым отливом; остальной низ белый, кроме рыжего подхвостья; клюв чёрный, ноги красные. У самки хохол короче, металлический блеск слабее. В зимнем пере горло, перёд шеи и зоб почти совсем белые.

## Распространение
Чибис распространён от Атлантического до Тихого океана, к югу от полярного круга; в большей части этого ареала чибис — птица оседлая; в Западной Европе зона оседлости начинается с южного побережья Балтийского моря. Перелётные особи зимуют в бассейне Средиземного моря, на полуострове Малая Азия, в Иране, Северной Индии, Китае и Южной Японии. Чибис прилетает на места гнездования очень рано, в зависимости от широты — с конца февраля до начала апреля, и селится на сырых лугах и травянистых болотах, покрытых редкими кустами. Не боится селиться рядом с человеком. Чибис — прекрасный летун, и самцы во время брачного периода развлекают самок воздушными играми. Прилетают первые чибисы в то время, когда на полях сохраняется снежный покров и только появляются первые проталины, поэтому ухудшение погоды нередко заставляет их временно откочёвывать в более южные районы.

## Питание
Питается чибис различными беспозвоночными, преимущественно жуками и их личинками.

## Размножение

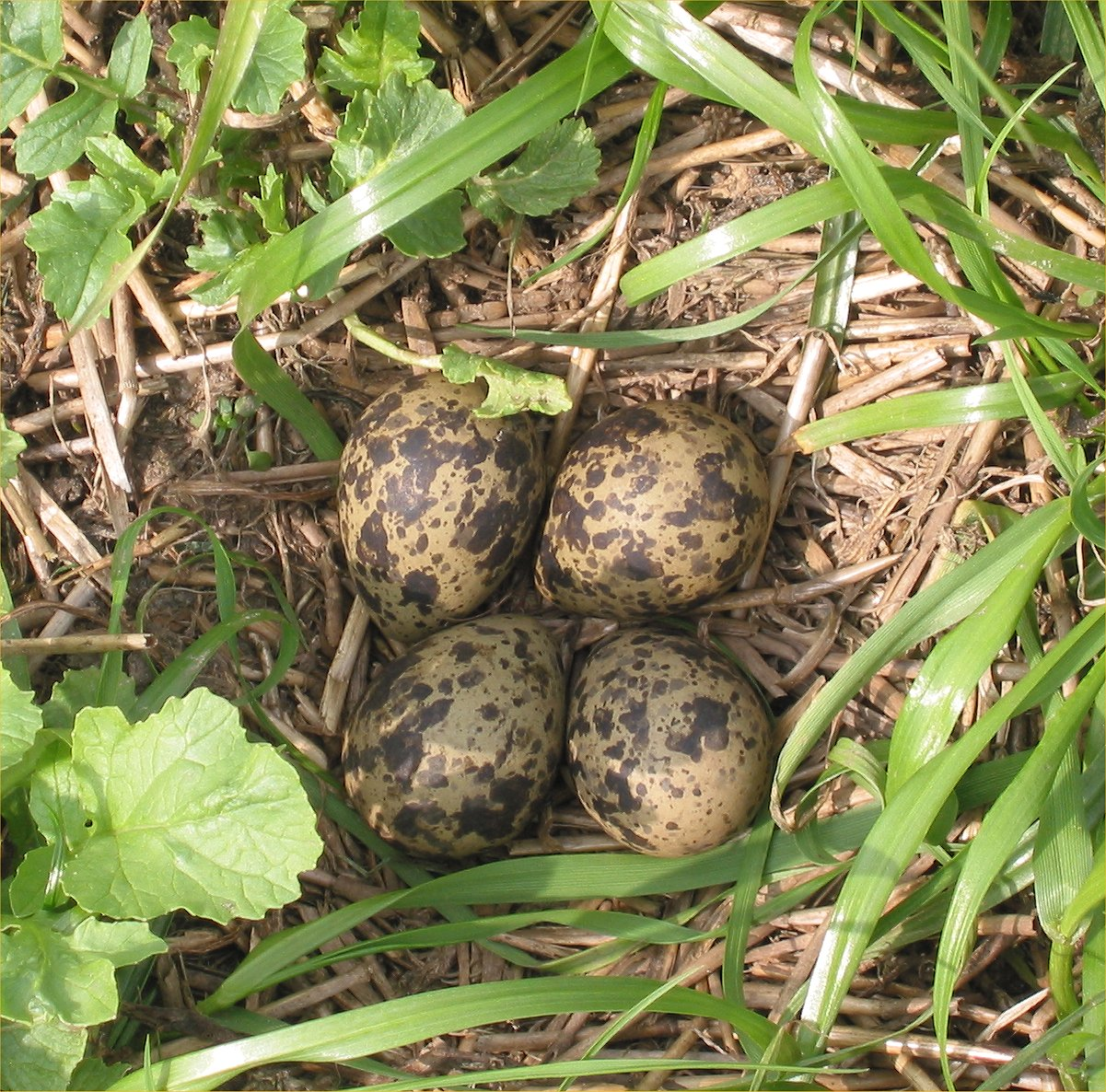
Гнездо

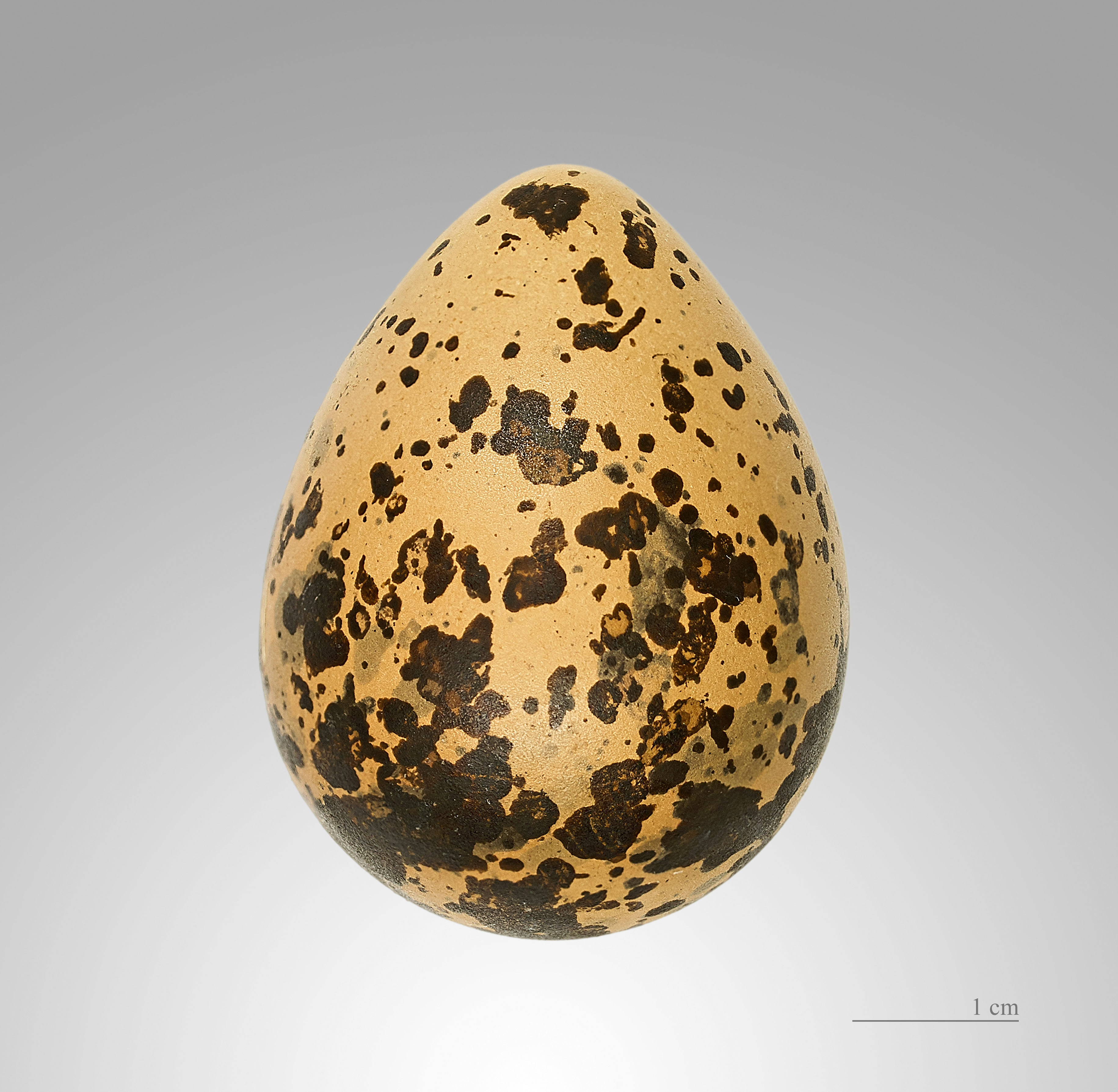
Яйцо Vanellus vanellus

Гнездо устраивается в мелкой ямке на земле, выстилаемой очень скудно растительными веществами. Самка кладёт 4 яйца, которые высиживает совместно с самцом; птенцы прекрасно умеют прятаться при приближении опасности. Перед отлётом чибисы собираются в стаи, часто достигающие нескольких сот птиц, и покидают северные гнездовья в конце августа, на юге же остаются до заморозков.
Гнездится чибис либо колониями, но не очень тесно, либо отдельными парами. Появление нежелательного пришельца вызывает переполох во всей колонии: птицы с громкими пронзительными криками и разнообразными жалобными интонациями начинают кружиться над врагом, налетая очень близко. Если над весенним лугом летит ворона или ястреб, чибисы по очереди гоняют врага по мере того, как он пролетает над их гнездовыми участками. Однако сельхозтехнику чибису отогнать не удаётся, и много гнезд гибнет во время сельскохозяйственных работ. Несмотря на это, чибис во многих местах остаётся самой обычной птицей полей и лугов.
Подросшие выводки соединяются в стайки, держатся по берегам речек и прудов, а потом соединяются в большие стаи, перекочёвывая на обширные болота, луга и степные пространства, а затем и в обширные речные долины. В сентябре чибисы отлетают.

## Чибис в искусстве

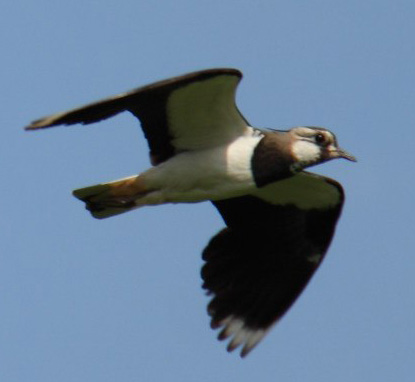
Чибис в небе над рекой Кузьминкой

- Известный русский писатель Михаил Пришвин написал про чибиса (лу́говку) одноимённый рассказ.

 Поглядел я туда, куда покосилась лошадь, и вижу — сидит луговка прямо на ходу у лошади. Я тронул коня, луговка слетела, и показалось на земле пять яиц. Вот ведь как у них: невитые гнёзда, чуть только поцарапано, и прямо на земле лежат яйца, — чисто, как на столе.
- Детская песенка (1947; музыка Михаила Иорданского, слова Антона Пришельца):

У дороги чибис,

У дороги чибис.

Он кричит, волнуется, чудак:

«Ах, скажите: чьи вы?

Ах, скажите: чьи вы

И зачем, зачем идёте вы сюда?»

## Этимология
От звукоподражательного чиби (из чиви). Название было дано птице по издаваемому ей крику.

В Толковом словаре живого великорусского языка Владимира Даля посвященная чибису статья (озаглавленная «чибез») содержит, в частности, целый ряд народных диалектных названий этой птицы:
ЧИБЕЗ, чибис м. болотная птица Vanellus cristatus, пигалица, пигалка, вьюха, олон. книгалка зап. пивик ряз. луговка влад. настовица костр. чайка южн. Чибез серый, Squatarola grisea, кряхтун, кречетка.

## Интересные факты
- Птица года в России в 2010 году[5].
- В Древнем Риме чибис, вероятно, из-за своего тревожного крика, считался зловещей птицей. В знаменитом «Сатириконе» (I в. н. э.) встречается поговорка «Malam parram pilavit» — «ощипал скверную пигалицу» (пер. Б. И. Ярхо), что означало — не повезло, попал в неприятную ситуацию[6].

## Иное
В 2018 году утвержден официальный природный символ Житковичского района Гомельской области Беларуси — Чибис.